# Comté de Gaston
Le comté de Gaston est un comté situé dans l'État de Caroline du Nord aux États-Unis. Il a pour siège Gastonia.

## Communautés

### Cities
- Belmont
- Bessemer City
- Cherryville
- Gastonia
- Kings Mountain
- Lowell
- Mount Holly

### Towns
- Cramerton
- Dallas
- Dellview
- High Shoals
- McAdenville
- Ranlo
- Spencer Mountain
- Stanley

## Démographie
| 1850  | 1860  | 1870   | 1880   | 1890   | 1900   |
| ----- | ----- | ------ | ------ | ------ | ------ |
| 8 073 | 9 307 | 12 602 | 14 254 | 17 764 | 27 903 |

| 1910   | 1920   | 1930   | 1940   | 1950    | 1960    |
| ------ | ------ | ------ | ------ | ------- | ------- |
| 37 063 | 51 242 | 78 093 | 87 531 | 110 836 | 127 074 |

| 1970    | 1980    | 1990    | 2000    | 2010    | - |
| ------- | ------- | ------- | ------- | ------- | - |
| 148 415 | 162 568 | 175 093 | 190 365 | 206 086 | - |